# Gautier Ier de Vexin
Gautier (Walthar) Ier de Vexin, né vers 920-925, mort après 992, fut comte de Vexin, d’Amiens et de Valois. 

## Biographie

### Lignage
Sa filiation n’est pas connue avec certitude : on a longtemps considéré qu’il était fils de Raoul II de Gouy, comte de Vexin, d’Amiens et de Valois, et de Lietgarde, mais des études ultérieures ont montré que Lietgarde est morte sans enfant de son mariage avec Raoul, et l’on admet actuellement qu’il était plutôt le frère de Raoul II, soit le second fils de Raoul Ier d'Ostrevent et d’Hildegarde d’Amiens.
Il devint comte d'Amiens assez jeune, à la mort de son frère, tué dans une bataille. Fidèle d'Hugues Capet, il ne put reconstituer l’union des trois comtés d’Amiens, de Vexin et de Valois que vers 965. Il entretint des bonnes relations avec l’archevêque de Rouen Hugues II, le Vexin étant dépendant de ce diocèse. Henri, un parent de Gautier, épousa d’ailleurs une sœur d’Hugues. En 991, mourut sa belle-sœur Lietgearde, qui tenait les vicomtés de Mantes et de Meulan en douaire. Gautier récupéra Mantes, tandis que Meulan revint au fils de Lietgarde, Galéran II.
Il épousa vers 950 Adèle, probablement fille de Foulque II le Bon, comte d’Anjou, et de Gerberge (d'Orléans, sœur du vicomte Aubri/Albéric et fille du vicomte Geoffroy/Gausfred, deux Rorgonides ?). De ce second mariage, il eut :
- Gautier II le Blanc, comte d’Amiens, de Valois et de Vexin ;
- Guy († 995), évêque de Soissons ;
- Raoul, cité en 975 ;
- Geoffroy, cité en 987, qui est peut-être identique à Geoffroy Ier († 992-997), comte du Gâtinais (selon Christian Settipani) ;
- Foulques.